# 유요 (성강후)
유요(劉饒, ? ~ ?)는 전한 말기의 제후로, 교동대왕의 아들이다.

## 행적
지절 4년(기원전 66년), 성후(成侯)에 봉해졌다. 시호를 강(康)이라 하였고, 아들 유신이 작위를 이었다.

## 출전
- 반고, 《한서》 권15하 왕자후표 下

| 선대 (첫 봉건) | 전한의 성후 기원전 66년 2월 갑인일 ~ ? | 후대 아들 유신 |